# Cultura estética
Cultura estética es la categoría con la que se designa todo el sistema de relaciones emocionales, sensibles, figurativas,  estéticas y educativas que establece el hombre en sus nexos conscientes con la naturaleza, la sociedad, el arte y el propio hombre. Se refleja la definición de este concepto relativo a la estética y a la filosofía y sus características.

## Concepto
Categoría con la que se designa todo el sistema de relaciones emocionales, sensibles, figurativas y estético–educativas que establece el hombre en nexos conscientes con la naturaleza, la sociedad, el arte y su propio ser.
Se refleja la definición de este concepto relativo a la estética y a la filosofía.

## Característica
- Denota un nivel dominante de aprehensión espiritual y de diálogo con la realidad, en una especie de síntesis cualificadora de las conexiones hombre–hombre, hombre–naturaleza, hombre–arte y hombre–sociedad.
- Permite a su vez una construcción espiritual de la belleza de la sensibilidad del sujeto, independientemente de su grado de preparación para la recepción de la realidad estética y para afrontar la evaluación de los procesos reales y potenciales de la misma.
- Exhibe un grado destacado de evaluación de esa realidad, a partir de los cánones estéticos establecidos socialmente y con un nivel de correspondencia con aquellos contenidos estéticos que aún, sin estar establecidos socialmente, pues contextualmente son evaluados estéticamente posibles y decodificables en un momento de algún lado de esa realidad por parte del sujeto, mostrando que en él se ha hecho omnipresente.

## Sobre la categoría cultura estética
El Dr.(Ph.D) José Manuel Ubals Álvarez (1961), quien se desempeña como Profesor Titular de Filosofía y Estética en la Facultad de Filosofía, Historia y Sociología de la Universidad de La Habana, ha estado trabajando investigaciones relacionadas con los principios, conceptos, categorías, leyes y regularidades del comportamiento de la categoría cultura estética que definen las epistemes esenciales a tener en cuenta en tan importante categoría para el discurso estético y la formación de las nuevas generaciones de egresados universitarios en torno a la necesidad de la apropiación del contenido de este saber.